# Équipe du Kirghizistan des moins de 17 ans de football
L'équipe du Kirghizistan des moins de 17 ans est une sélection de joueurs de moins de 17 ans au début des deux années de compétition, placée sous la responsabilité de la Fédération du Kirghizistan de football.
Cette équipe a participé une seule fois à une phase finale de Coupe d'Asie, en 2016. Elle n'a en revanche jamais participé à une phase finale de Coupe du monde.

## Parcours en Coupe d'Asie des nations de football des moins de 16 ans
De 1985 à 1991, le Kirghizistan fait partie de l'URSS.
- 1992 : Non inscrit
- 1994 : Non inscrit
- 1996 : Non inscrit
- 1998 : Non qualifié
- 2000 : Non qualifié
- 2002 : Non qualifié
- 2004 : Non qualifié
- 2006 : Non qualifié
- 2008 : Disqualifié
- 2010 : Non qualifié
- 2012 : Non qualifié
- 2014 : Non qualifié
- 2016 : 1er tour
- 2018 : Non qualifié
- 2023 : À venir

## Parcours en Coupe du monde des moins de 17 ans
- 1993 : Non inscrit
- 1995 : Non inscrit
- 1997 : Non inscrit
- 1999 : Non qualifié
- 2001 : Non qualifié
- 2003 : Non qualifié
- 2005 : Non qualifié
- 2007 : Non qualifié
- 2009 : Non qualifié
- 2011 : Non qualifié
- 2013 : Non qualifié
- 2015 : Non qualifié
- 2017 : Non qualifié
- 2019 : Non qualifié
- 2023 : À venir